# Platonic
Platonic, ou Platonique au Québec, est une série télévisée américaine créée par Nicholas Stoller et Francesca Delbanco (en), diffusée depuis le 24 mai 2023 sur Apple TV+,.

## Synopsis
Will et Sylvia, anciens meilleurs amis, se retrouvent après de nombreuses années. Leur amitié dévorante, ravivée à l’âge adulte, bouleverse leurs vies bien rangées de quadragénaires… pour le meilleur, et surtout pour le rire.

## Distribution

### Acteurs principaux
- Rose Byrne (VF : Julie Cavanna) : Sylvia
- Seth Rogen (VF : Xavier Fagnon) : Will
- Luke Macfarlane (VF : Emmanuel Garijo) : Charlie
- Tre Hale (VF : Mike Fédée) : Andy
- Carla Gallo (VF : Laëtitia Lefebvre) : Katie
- Andrew Lopez (VF : Alexis Tomassian) : Reggie

### Acteurs récurrents
- Alisha Wainwright : Audrey
- Guy Branum (en) (VF : Stéphane Ronchewski) : Stewart
- Janet Varney (en) : Vanessa
- Emily Kimball (VF : Marion Gress) : Peyton
- Vinny Thomas (en) (VF : Hugo Brunswick) : Omar

 Source et légende : version française (VF) sur RS Doublage

## Production
Le 14 décembre 2023, la série est renouvelée pour une deuxième saison.

## Épisodes

### Première saison (2023)
La saison est diffusée sur Apple TV+ entre le 24 mai et le 12 juillet 2023.
1. Pilote (Pilot)
2. Gandalf, le lézard (Gandalf the Lizard)
3. Le Séminaire des associés (Partner's Retreat)
4. La Fête de divorce (Divorce Party)
5. Le Mec de ma femme (My Wife's Boyfriend)
6. 26 ans (The Big Two Six)
7. Laisse faire les choses (Let the River Run)
8. San Diego
9. La Soirée pyjama (Slumber Party)
10. Quand Will rencontre Sylvia (When Will Met Sylvia)

### Deuxième saison (2024)
Elle est prévue pour 2024.